# Поглед на Кину (књига)
Поглед на Кину: све што желите да знате о Кини (кин: 当代中国概览, енгл. A Glimpse of China) стручна монографија аутора Јин Боа (кин: 金波, енгл. Jin Bo), објављена 2014. године у издању China Intercontinental Press-а. Српско издање књиге објавила је издавачка кућа Албатрос плус 2015. године у преводу са енглеског Слободана Дамњановића.

## О књизи
Поглед на Кину: све што желите да знате о Кини је књига која доноси слику земље која данас пролази кроз најбржи економски раст и друштвене промене забележене у људској историји. Историја Кине обухвата период дужи од 5.000 година, а током те дуге историје развила је јединствену културу која је у великој мери обогатила светску цивилизацију. Савремена Кина није само наслеђе традиционалне Кине, већ она представља земљу која се развија и напредује у складу са савременим добом. Књига доноси свеобухватан и сажет увод у образовање мултинационалне земље и кинеске културе, у борбу и развој у савременом добу, у историју од оснивања нове Кине до реформи и отварања према свету. Доноси причу о могућностима и изазовима данашње Кине, о њеном усавршавању и глобалном развоју. 
Као резултат уложених напора у ширење привредне глобализације, Кина је данас још више повезана са остатком света. У том контексту, боље познавање Кине постало је приоритет, а књига Поглед на Кину: све што желите да знате о Кини је написана у намери да у том погледу буде од помоћи.